# おうし座ガンマ星
おうし座γ星（おうしざガンマせい、γ Tau, γ Tauri）は、太陽系から見ておうし座の方向約162光年の距離にあるヒアデス星団の恒星で、4等星。見かけの二重星または連星と見られている。

## 特徴
ヒアデス星団の形はラテン文字の「V」の字にたとえられるが、おうし座γ星は「V」の角に位置している。主星のA星は、スペクトル分類G9.5～K0型の巨星で、既に主系列星の段階を終えたレッドクランプと呼ばれる段階にあると見られている。2007年11月、ウィルソン山の光干渉計CHARAアレイを用いた観測で2.517±0.034 ミリ秒という視直径が得られており、ヒッパルコス衛星の観測から得られた年周視差と合わせた計算で、その直径は太陽の13.4±0.2倍と見積もられている。
1978年に起きた月による掩蔽の観測で伴星とおぼしき天体が記録されており、二重星とされているが、この伴星について特にわかっていることはなく、伴星の存在を否定する観測もある。2019年11月14日に、小惑星アルタエアによる掩蔽が千葉県房総半島南部や和歌山県潮岬で観測された。

## 名称
学名は、γ Tauri（略称γ Tau）。固有名のプリマヒヤドゥム（Prima Hyadum）は、ラテン語で「ヒアデスの1番目」という意味で、アラビア語での名称 Awwal al Dabarān（後に続くものの1番目）に由来する。Hyadum I（Iはローマ数字の1）とも呼ばれた。これらの名の「1番目」とは、最も明るい星を指すのではなく、ヒアデス星団の中で日周運動の先頭（赤経が最も小さい）に位置することを示す。なお、2番目に赤経が小さいδ1星は Secunda Hyadum あるいは Hyadum II と呼ばれた。
2017年9月5日、国際天文学連合の恒星の命名に関するワーキンググループ (Working Group on Star Names, WGSN) は、Prima Hyadum をおうし座γ星Aの固有名として正式に認証した。
中国の星官では畢宿の第4星で、畢宿四と呼ばれる。

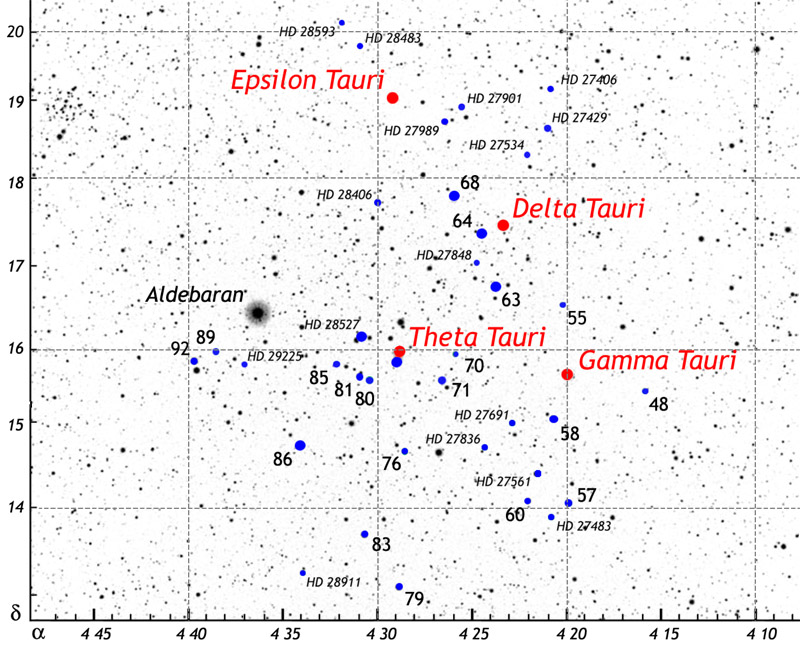
ヒアデス星団の明るい星の位置関係